# Бежтинци
Бежтинци (рус. Бежтинцы, Капучинцы, енгл. Bezhtas) народ су који живи у сјеверним државама, а највећи број њих тренутно живи у Севернокавкаском федералном округу, у републици Дагестан, која је иначе највећа руска република на сјеверном Кавказу.

## Подручје и језик
Села су смјештена у планинама између горњег дела ријеке Авар-Којсу и ријеке Анди-Којсу. Њихови сусједи на сјеверу и југу су Авари, на истоку су Хунзибци и западно Дидојци.
Бежтински језик је кавкаски језик и припада дидојској подгрупи северозападне (аваро-андо-дидојске) групе дагестанских језика. Не постоји сагласност у научној заједници о генеолошкој класификацији бежтинског језика. Е. Бокарев сматра да је посебан језик који припада дидојској подгрупи језика, док грузијски лингвист Е. Ломатадзе мисли да је то дијалект капучинско-хунзибског (бежтинско-хунзибског) језика. Бежтински језик има три дијалекта: бежтински (рус. бежтинский), тљадалски (рус. тлядальский) и хашархотински (рус. хашархотинский). На речник Бежтинаца је у великој мјери утицао аварски језик и грузијски језик, преко којег су у бежтински језик доспеле и позајмљенице из арапског, турског и перзијског језика. Током совјетског периода највећи утицај имао је руски језик.
Не постоји писани језик, већ се користи аварско писмо. Аварски језик се користи у већини ситуација у редовној комуникацији, док се матерњим језиком служе само у кућама.

## Становништво
Једини званични подаци који се тичу становништва забиљежени у пописним подацима из 1926. године. У свим пописима од тада, Бежтинци су сматрани као Авари. Касније процјене се узимају из академских публикација и представљају апроксимације.
Антрополошки, Бежтинци, припадају кавкаском типу балканско-кавкаске расе, који карактерише релативно лагана пигментација, масивност фацијалног дела лобање и натпросечна висина. Неке карактеристике каспијског типа су такође приметне.
| Година | Број становништва |
| ------ | ----------------- |
| 1926.  | 1 447             |
| 1958.  | 2 800             |
| 1967.  | 2 500             |

## Религија
Бежтинци су сви муслимани (сунити). Ислам као вјера је дошао на просторе овог народа у периоду од 8. - 9. вијека. Као и код других народа Дагестана противник исламу на овим просторима је било хришћанство које се од 9. вијека, ширило из праваца запада, тј. из Грузије. Као знак те борбе забиљежено је неколико хришћанских споменика и археолошких налазишта на територијама Бежтинаца. Након војног похода Тимура из 14. вијека, Ислам је постао доминантана религија у планинском Дагестану до 17. вијека. Истовремено одржали су се и различити пагански обичаји. Ови пагански обичаји, прилагођени исламској литургији и законима, имају и данас важно мјесто у друштву Бежтинаца.

## Култура
Бежтинци су слични другим Авар-Андо-Дидојским народима по томе што је на њихово друштво највећи утицај имала аварска култура. Материјална култура и традиционална ношња имају локалне карактеристике и по њима се углавном разликују. Једини елемент који јасно разликује ове народе је језик. Постојање великог броја језика у планинском подручју Дагестана је повезивано са територијалном изолацијом. Међутим, контакти и економска интеграција између народа у сливу ријеке Анди-Којсу, су увијек били на виском нивоу. Због чега аргумент да је територијална изолација разлог постојања великог броја језика у овом подручју није убедљив. Планине изолују Андо-дидојске народе од спољњег света, али не једне од других. Због чега данас доминира веровање да су ендогамија и/или полиструктурни политички систем прави разлог постојања великог броја језика у области планинског дела Дагестана.

## Историја
Историјски гледано, Бежтинци су уско повезани са Аваријом, географском јединицом о чијем постојању први помени потичу од класичних аутора. Најстарији подаци о већој унији (укључујући територију Бежтинаца) у Аварији датирају из 11. вијека. Када се држава консолидовала, некад у периоду 15. - 16. вијека, владар Аварије преузео је титулу хана. Освајачи који су вековима нападали Аварију стигли су и на територију коју су насељавали Бежтинци у 8. вијеку. Други утицајни фактори били су Грузија и Кахетија, посебно у југозападном дијелу планине Дагестан. Номинално поданици Аварског ханата, Бежтинци су формирали слободну заједницу Анцухо-Капуча. Слободну заједницу руководила је скупштина заједнице (рукен) која је бирала административне и судске органе. Вјерски начелник заједнице био је кади, којег је кандидовао Аварски хан. Друштвени живот је контролисао два законика, адат (обичајно право) и шеријат (исламски закон). Године 1806. села Бежтинаца су анексирана Русији, али се стварна власт успоставила 1860—1870. година након што је читаво подручје подвргнуто колонијалној политици.
Крајем двадесетих година прошлог вијека, у време политичке нестабилности у региону, два покрета почела су да се шире међу Бежтинцима - један је националистички, а други је вјерски покрет. Ово су били сепаратистички покрет у Дагестану (националистички) и панисламизам (вјерски покрет). Утицај бољшевизма, је био видљив у индустријским центрима и већим насељима у Дагестану, али не и у планинским селима. У рату за независност, који је трајао четири године (1917—1920), националистичке снаге суочиле су се са империјализмом (присталице Деникина, бољшевици) или иностраним експанзионизмом (Енглеска, Турска). Постојали су два одвојена центра власти чији је циљ била независност Кавказа и Дагестана: Национални одбор Дагестана, основан 1917. године и Савезно вијеће планинских народа, основане у Тбилисију 1918. године. Националисти, исцрпљени борбом, морали су да се предају Црвеној армији у јесен 1920. године. У Дагестану је успостављена совјетска власт исте те године, у јесен, иако је заправо ступила на снагу само у већим насељима и индустријским регионима. Народи планинског дела Дагестана успјели су да задрже њене институције још 10-15 година.

## Економија
Због великог броја планинских пашњака постојали су добри услови за одгој стоке. Бежтинци су највише гајили овце и у одређеној мјери и волове и коње, који су као радна стока били неопходни за живот у планинама. Упркос планинском рељефу и недостатку пољопривредног земљишта, Бежтинци су такође обрађивали земљу, што се показало прилично продуктивно. Успјевали су пшеница и раж. Крајем 19. вијека кромпир је уведен, иако је давао лош принос због примитивне пољопривредне опреме. Дугорочна економска интеграција између народа довела је до активног трговања. Планински Дагестан био је познат по својим сајмовима и љубави према трговању. Бежтинци су такође били познати као добри градитељи. За разлику од других народа, њихове куће су биле велике и имале су неколико спратова.

### Школство
Послије Другог светског рата, Москва је прешла са употребе силе на мирније методе како би обликовала мишљење и понашање Бежтинаца. Ове нове методе најбоље су спровођене кроз образовну и културну политику централне власти. У првих пет форми језик који се користи у настави био је аварски и након тога руски језик. Колонијална политика наставила је да превладава и у економији. Урбанизација, раст индустријализације, развој комуникационе мреже и подизање образовних стандарда резултирали су промјеном материјалне и интелектуалне културе Бежтинаца као и њиховог начин размишљања. Совјетски обичаји постају све популарнији. Поред традиционалних фестивала и празника славе се и совјетски празници. Укидање обичајног и исламског права и слабљење ендогамних правила довели су до промјена у породичном животу. Појавом мјешовитих бракова нове породице више воле да живе одвојено од својих рођака. Сваке године се повећава миграција у друге округе Кавказа.